# Koffieproductie in Thailand
Koffie wordt zowel in het zuiden als in het bergachtige noorden van Thailand geteeld.
In 2013 werd er ca 50.000 ton koffie geproduceerd en was Thailand nummer 22 op de lijst van koffieproducende landen naar hoeveelheid in tonnen.
In het noorden is de koffieteelt geïntroduceerd als alternatief gewas voor de bergvolkeren. Deze hielden zich in het verleden veel bezig met de teelt van opium. In de jaren 70 zijn er door de koninklijke familie programma's opgezet die de opiumteelt tegen moesten gaan en tegelijkertijd voor betere leefomstandigheden van deze bergvolkeren moesten zorgen. Een voorbeeld hiervan is het Doi Tung-project in provincie Chiang Rai. De hooglanden in het grensgebied met Laos en Birma bleken hier erg geschikt voor te zijn. Naast koffie zijn deze hogere gelegen gebieden ook geschikt voor de teelt van thee en aardbeien. In 2006 heeft koning Rama IX internationale erkenning voor deze en andere projecten gekregen in de vorm van het door de VN toekennen van de allereerste UNDP Lifetime Achievement Award.
In exportvolume blinkt Thailand niet echt uit, maar is wel in staat om kwalitatief betere koffies te produceren. Dit zorgt voor een stabielere en betere prijs die voor de koffie wordt verkregen. In 2015 hebben twee soorten koffie (Doi Tung en Doi Chaang) een geografisch beschermd handelsmerk gekregen van de EU. Dit is vergelijkbaar met Champagne, Parmaham of wijn uit de Bordeaux.